# Lomma köping
Denna artikel handlar om den tidigare kommunen Lomma köping. För orten se Lomma, för dagens kommun, se Lomma kommun.
Lomma köping var en tidigare kommun i Malmöhus län. 

## Administrativ historik
Lomma köping bildades 1951 genom en ombildning av Lomma landskommun där Lomma municipalsamhälle inrättats 12 september 1900. 1963 inkorporerade köpingen Flädie landskommun och 1971 ombildades köpingen till Lomma kommun.
Den ursprungliga köpingen hörde till Lomma församling.

## Köpingsvapnet
Blasonering: I rött fält ett ankare och därunder en uppskjutande, genomgående, krenelerad mur av guld med röda fogar.
Vapnet fastställdes 1960. Ankaret syftar på hamnen och muren på ett tegelbruk, som grundats på 1600-talet. Vapnet registrerades i PRV för kommunen 1974.

## Geografi
Lomma köping omfattade den 1 januari 1952 en areal av 17,65 km², varav 17,46 km² land.

### Tätorter i köpingen 1960
| Tätort | Folkmängd |
| ------ | --------- |
| Lomma  | 3 868     |
| Alnarp | 237       |

Tätortsgraden i köpingen var den 1 november 1960 84,8 procent.

## Politik

### Mandatfördelning i valen 1950-1966
| 25 | 2 | 4 | 4 |

| 32 |

| 23 |  | 6 | 5 |

| 34 |

| 22 | 2 | 3 | 8 |

| 31 |

| 24 | 4 | 4 | 8 |

| 37 |

| 21 | 5 | 6 | 8 |

| 34 | 6 |